# John Muir Lodge
Le John Muir Lodge est un lodge américain à Grant Grove Village, dans le comté de Fresno, en Californie. Situé à environ 2 000 mètres d'altitude dans la Sierra Nevada, il est protégé au sein du parc national de Kings Canyon, dont il est le seul hôtel avec le Cedar Grove Lodge. Disposant d'un total de 36 chambres, il est géré par Delaware North.